# Référendums au Nicaragua
Les référendums d'initiative présidentielle, parlementaire ou populaire sont possibles au Nicaragua, dont la loi électorale organise le cadre légal de cette forme de démocratie directe.

## Mise en œuvre
Le titre IX de la loi électorale de 2012 permet au président, à l'assemblée nationale et à la population de déclencher des référendums afin de voter une loi, d'en abroger une existante, ou de modifier la constitution,. La loi fait notamment une distinction entre le référendum, qui consiste à soumettre pour ratification directement à la population des lois ou des réformes, ordinaires ou constitutionnelles, et le plébiscite, qui concerne une question ayant trait aux intérêts fondamentaux de la nation, dans le domaine des pouvoirs de l'exécutif.
L'assemblée nationale peut ainsi lancer un référendum par un tiers de ses membres, tandis que le président peut lancer un plébiscite. La population peut quant à elle directement lancer l'un ou l'autre.
Les signatures d'au moins 50 000 électeurs inscrits sur les listes électorales doivent pour cela être réunies. En 2016, un total de 3 656 806 électeurs étaient inscrits sur les listes électorales, le seuil de signatures équivalant alors à un peu moins de 1,5 % des électeurs. En pratique, le nombre de signatures à collecter est cependant plus élevé pour pallier le nombre variable de signatures invalides ou en double. Un contrôle de validité est effectué par le Conseil électoral suprême. Le référendum, dont le résultat est contraignant, n'est pas soumis à des conditions de validité telle qu'une majorité qualifiée ou un quorum de participation. La majorité absolue suffit.